# Podłazie (potok)
Podłazie – potok, lewy dopływ Krośnicy.
Wypływa w źródle o wydajności 700 l/ godz. położonym na wysokości 763 m na południowych stokach Pasma Lubania w Gorcach. Spływa w kierunku południowym i na osiedlu Gielniarz, na wysokości 547 łączy się z potokiem Glebiorz. Od tego miejsca potoki te wspólnym korytem spływają w kierunku południowym, przepływają pod drogą wojewódzką nr 969 i uchodzą do Krośnicy na wysokości około 537 m.
Podłazie nie posiada żadnego dopływu. Po drodze zasilany jest tylko gruntowymi wysiękami i dwoma źródłami. Jedno znajduje się na wysokości 614 m tuż po lewej stronie koryta potoku, drugie na wysokości 607,5 m w odległości 30 m po prawej stronie koryta. Górna część zlewni potoku Podłazie znajduje się w porośniętych lasem partiach Pasma Lubania, dolna część w bezleśnych, pokrytych polami i zabudowaniami obszarach miejscowości Grywałd w województwie małopolskim, w powiecie nowotarskim, w gminie Krościenko nad Dunajcem. Jego zlewnia w całości znajduje się w obrębie tej miejscowości.